# Acacia villosa
Acaciella villosa là một loài rau đậu thuộc họ Fabaceae. Loài này chỉ có ở Jamaica.